# Шарль Жак
Шарль Жак (фр. Charles Jacque 23 травня, 1813 — 7 травня, 1894) — французький художник, гравер, ілюстратор, карикатурист XIX ст.

## Життєпис
Походив з сільської родини і мав бідне дитинство. Батьки віддали хлопця у майтерню графіка, аби той навчився якомусь ремеслу. Відомо, що він опановував графічні технології і виготовляв мапи. 1830 року його батьки оселились в Бургундії. Хлопець розчарувався у навчанні і часто повертався у Бургундію. Практично на цьому його художнє навчання закінчилося.

## Солдатська служба
Аби заробляти на життя, Шарль Жак подався у солдати і був переправлений у Бельгію. Служба тривала сім років і молодик дослужився до звання капрала. Серед військових операцій, у котрих від брав участь — облога міста Антверпен. 1835 року він звільяється і відчуває, що нікому не потрібен.

## Заробітчанин у Лондоні
Він подався 1836 р. у Лондон в надії заробити гроші. Практично малоосвічений селянин і вояк у минулому (і без надійного фаху) мало що міг запропонувати великому місту. Він пішов у наймити до друкарів і знову повернувся до графіки. До лондонського періоду відносяться його дереворити до чергового британського видання Шекспіра і праця у різних друкарнях. 1838 р. він повернувся у Францію, де працював ремісником по перекладу картин у графічні ілюстрації (репродукційна гравюра). Лише згодом, опанувавши ремесло і образи голландських граверів минулого, сам звернувся до творчості. Але присмак технік старих майстрів був присутнім в його творах, що помітили консервативні сучасники. Згодом він виборов декотрий авторитет як графік.

## В художній колонії Барбізон
В середині XIX ст. в Парижі спалахнула епідемія холери (1849 рік). Серед тих, хто покинули місто, були і художники Жан-Франсуа Мілле та Теодор Руссо. Вони узяли з собою і Шарля Жака. В селі Барбізон останній звернувся до побутового жанру і анімалістичного жанру, почав малювати причепурені сільські сценки з численними пастушками, коровами, курами, вівцями. Він і запам'ятався багатьом, як художник овець та численних сільських сцен. Він почав переходити від графіки до живопису олійними фарбами.
На відміну від картин і офортів Жана-Франсуа Мілле твори митця відрізнялися солодкавістю і причепуреністю. Його селянки — молоді, привабливі і стрункі, а їх бідність — живописна і зовсім не страшна. Ніяких ознак співчуття до пригнобленого стану французького селянства в картинах Шарля Жака не було, як не було і розуміння драм такого стану. Часто він звертався до зображень свійських тварин, що були нейтральними зображеннями на потребу невибагливого художнього ринку. Сільська свідомість Шарля Жака відбилася навіть в тому, що він створив посібник для розпліднення і утримання курей. Здається, його посібник для розпліднення курей мав більшу популярність, ніж його живопис, бо витримав декілька передруків.
Мав двох синів. Еміль Жак (1848-1912) і Фредерик Жак (1859-1931) були другорядними французькими художниками.

## Як художник книг і часописів
Разом із граверами Феліксом Бракмоном і Феліксом Бюго він відродив у мистецтві Франції культуру офорту.
Як художник і карикатурист, він працював у виданнях «Pittoresque»,  «Le Charivari », « Le Musée Philipon», для газети «L'Illustration ». Аби заробляти на життя, брався робити ілюстрації до нових видань книг, серед котрих Шарль Перро «Казки», Крістофер Вордсворт «Живописна Греція».

## Вибрані офорти

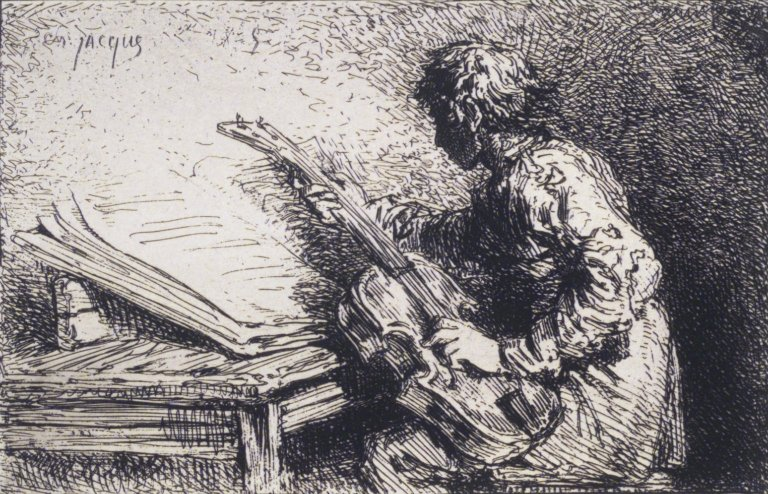
«Музикант», офорт, 1847 р., Бруклінський музей.

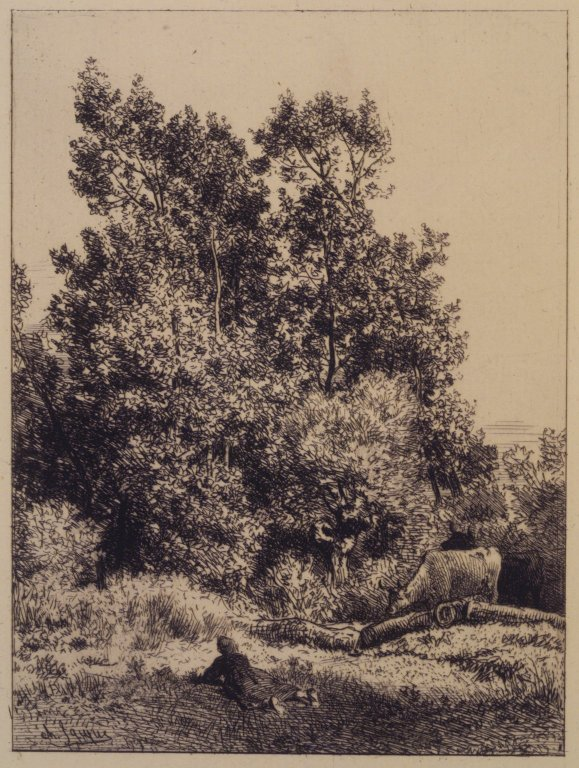
«Пейзаж з коровою на пасовиську», бл. 1864 р.
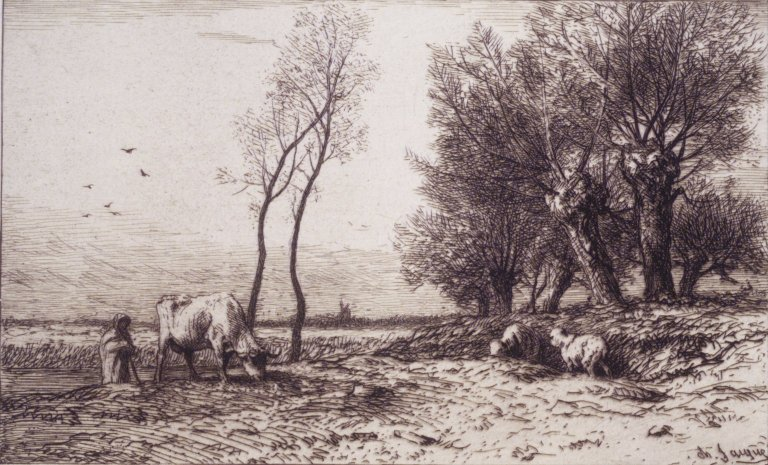
«На пасовиську взимку», до 1867 р.
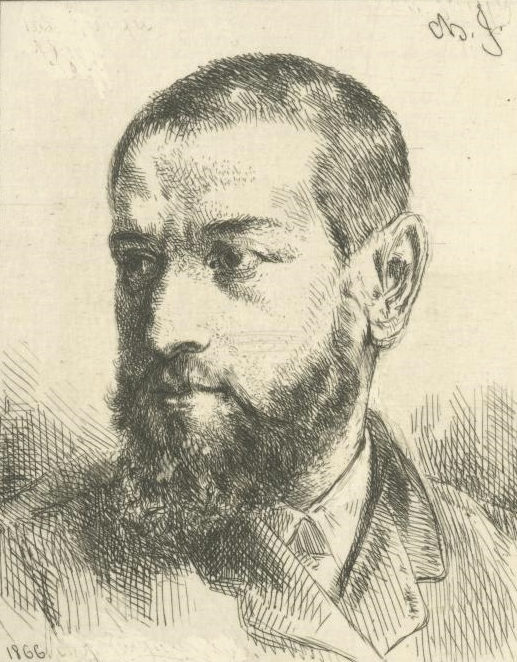
«Жуль Жофрей», 1866 р.
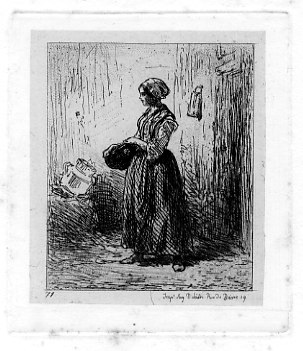
«Молода селянка», офорт 1850 р.

## Галерея картин

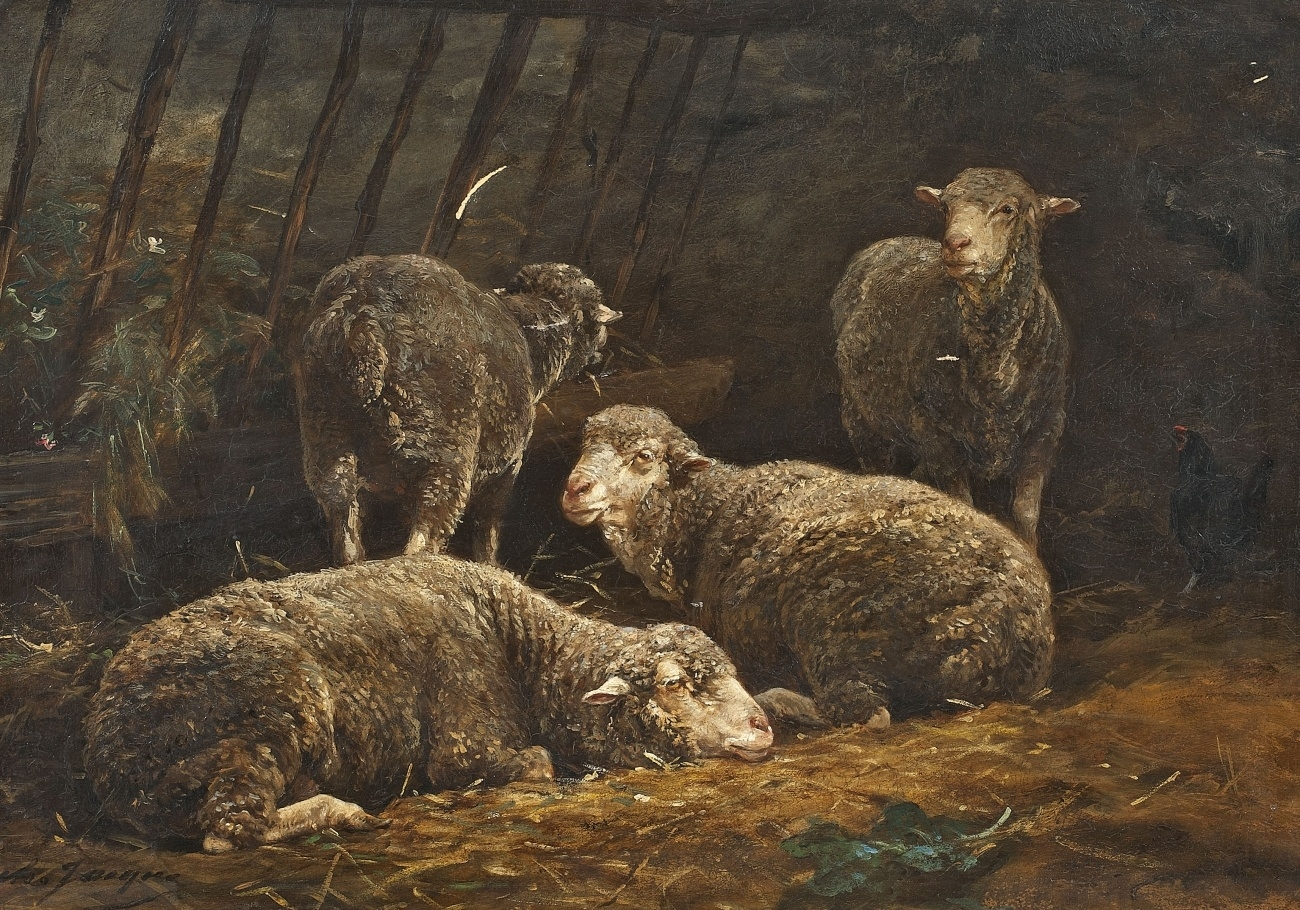
«Вівці»
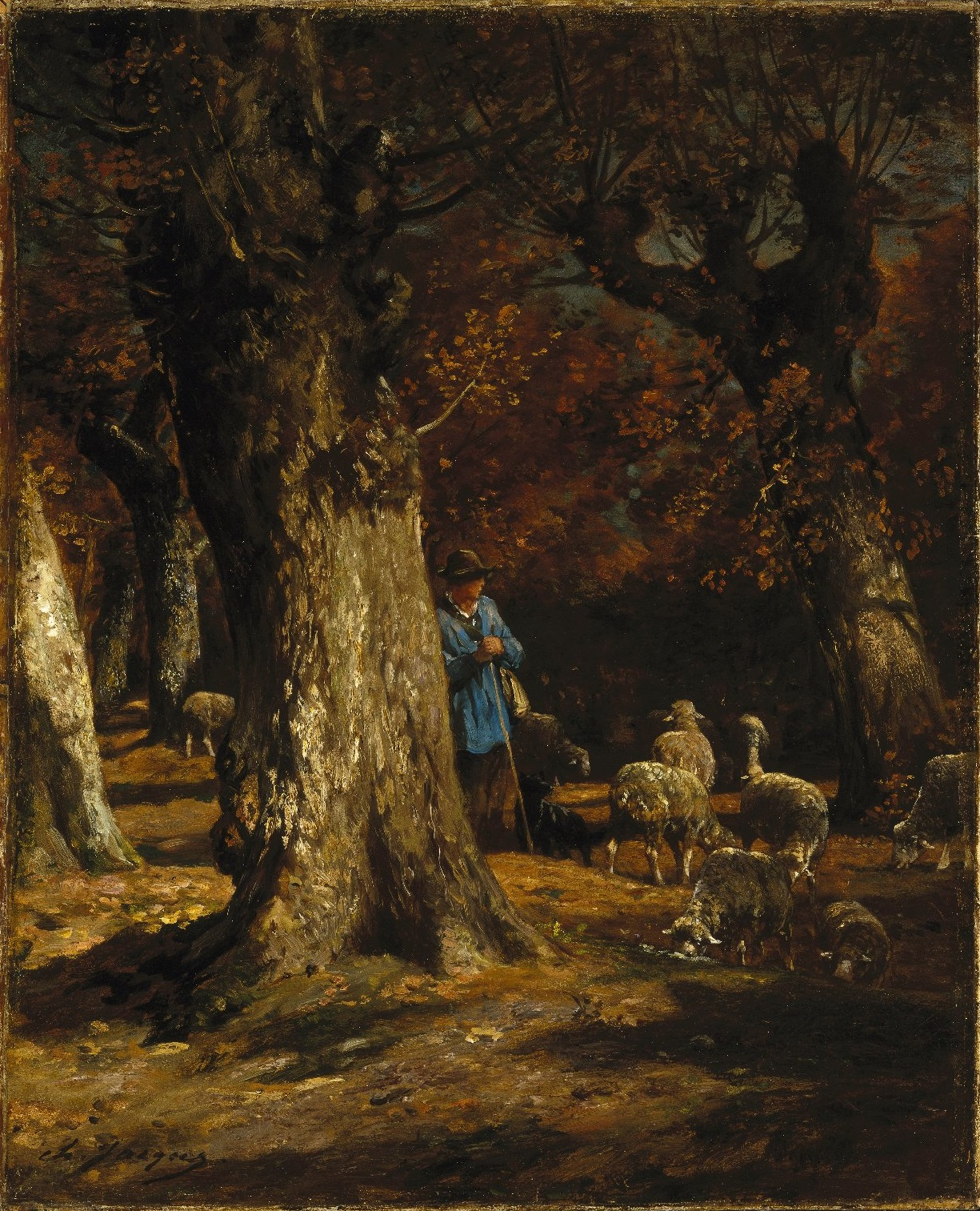
«Старий ліс». Бруклінський музей, до 1870 р.
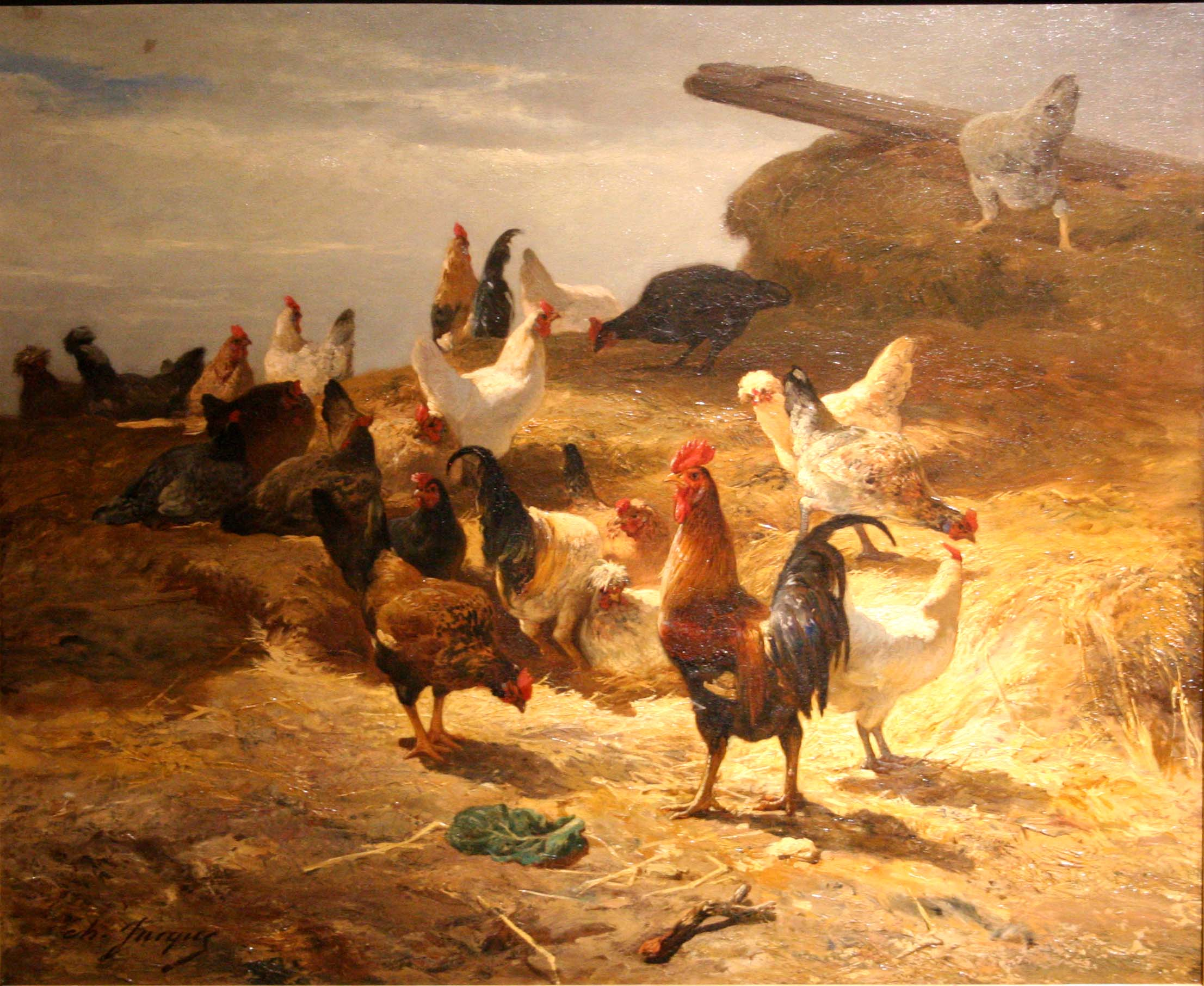
«Кури»
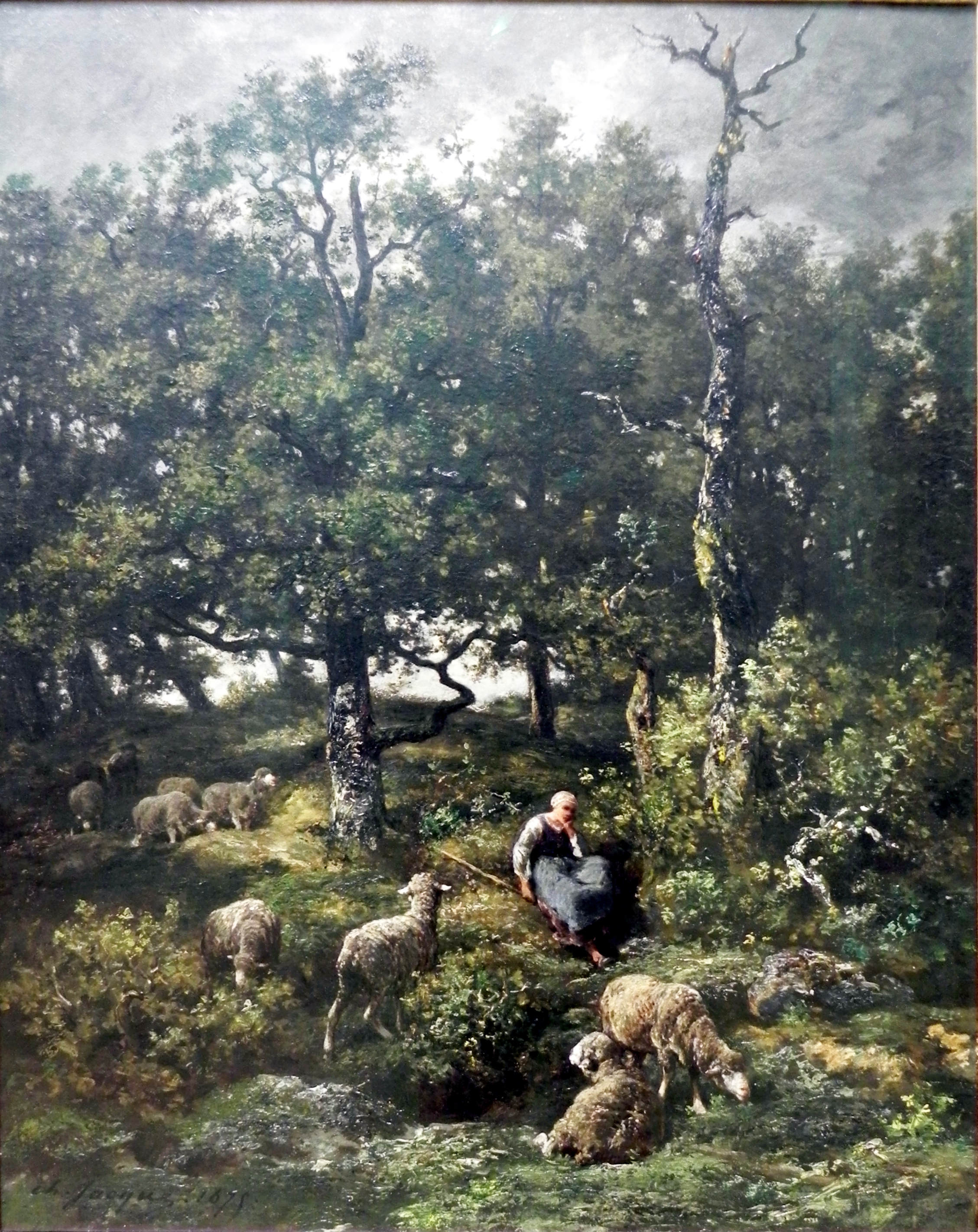
«Вівці на пасовиську», 1875 р.